# Rita Coolidge
Rita Coolidge (født 1. maj 1945) er en amerikansk sangerinde. I løbet af 1970'erne og 1980'erne nåede flere af hendes sang ind på Billboards hitlister over pop, country, adult contemporary og jazz,, og hun vandt to Grammy Awards sammen med sine medmusikanter og daværende mand Kris Kristofferson. Hendes mest berømte numre  inkluderer "(Your Love Keeps Lifting Me) Higher and Higher", "We're All Alone", og temasangen fra James Bond-filmen Octopussy: "All Time High" fra 1983.

## Diskografi

### Albums (Nordamerika)
| År   | Album                     | Højeste hitlisteplacering | Højeste hitlisteplacering | Højeste hitlisteplacering | Pladeselskab                                                |
| År   | Album                     | US                        | US Country                | CAN                       | Pladeselskab                                                |
| ---- | ------------------------- | ------------------------- | ------------------------- | ------------------------- | ----------------------------------------------------------- |
| 1971 | Rita Coolidge             | 105                       | —                         | 71                        | A&M                                                         |
| 1971 | Nice Feelin'              | 135                       | —                         | —                         | A&M                                                         |
| 1972 | The Lady's Not for Sale   | 46                        | —                         | 27                        | A&M                                                         |
| 1974 | Fall into Spring          | 55                        | —                         | 41                        | A&M                                                         |
| 1975 | It's Only Love            | 85                        | —                         | —                         | A&M                                                         |
| 1977 | Anytime...Anywhere        | 6                         | 23                        | 4                         | A&M                                                         |
| 1978 | Love Me Again             | 32                        | —                         | 39                        | A&M                                                         |
| 1979 | Satisfied                 | 95                        | —                         | 58                        | A&M                                                         |
| 1980 | Greatest Hits             | 107                       | —                         | 47                        | A&M                                                         |
| 1981 | Heartbreak Radio          | 160                       | —                         | —                         | A&M                                                         |
| 1983 | Never Let You Go          | —                         | —                         | —                         | A&M                                                         |
| 1984 | Inside the Fire           | —                         | —                         | —                         | A&M                                                         |
| 1992 | Love Lessons              | —                         | —                         | —                         | Caliber/Critique                                            |
| 1996 | Out of the Blues          | —                         | —                         | —                         | Beacon                                                      |
| 1998 | Thinkin' About You        | —                         | —                         | —                         | Innerworks                                                  |
| 2005 | And So Is Love            | —                         | —                         | —                         | Concord                                                     |
| 2012 | A Rita Coolidge Christmas | —                         | —                         | —                         | 429 Records Arkiveret 11. november 2020 hos Wayback Machine |

### Albums med Kris Kristofferson
| År   | Album       | Højeste hitlisteplacering | Højeste hitlisteplacering | Højeste hitlisteplacering | Pladeselskab |
| År   | Album       | US Country                | US                        | CAN                       | Pladeselskab |
| ---- | ----------- | ------------------------- | ------------------------- | ------------------------- | ------------ |
| 1973 | Full Moon   | 1                         | 26                        | 7                         | A&M          |
| 1974 | Breakaway   | 19                        | 103                       | 81                        | Monument     |
| 1978 | Natural Act | 24                        | 106                       | —                         | A&M          |

### Internationale albums
| År   | Album                 | Pladeselskab |
| ---- | --------------------- | ------------ |
| 1990 | Fire Me Back          | Attic        |
| 1991 | Dancing with an Angel | Attic        |
| 1993 | For You               | Alpha        |
| 1995 | Behind the Memories   | Pony Canyon  |

### Opsamlingsalbums
| År   | Album                                           | Pladeselskab |
| ---- | ----------------------------------------------- | ------------ |
| 1979 | All About Rita Coolidge (Japanese release)      | A&M          |
| 1980 | Greatest Hits                                   | A&M          |
| 1987 | Classics Volume 5                               | A&M          |
| 1991 | A&M Gold Series (West German release)           | A&M          |
| 1994 | All Time High: Best of Rita Coolidge            | A&M          |
| 1995 | The Collection (australsk udgivelse)            | Spectrum     |
| 1999 | Master Series                                   | A&M          |
| 2000 | 20th Century Masters – The Millenium Collection | A&M          |
| 2001 | Universal Masters Collection                    | A&M          |
| 2004 | Delta Lady – The Rita Coolidge Anthology        | A&M          |

### Singler
| Højeste hitlisteplacering | Single                                                | Højeste hitlisteplacering | Højeste hitlisteplacering | Højeste hitlisteplacering | Højeste hitlisteplacering | Højeste hitlisteplacering | Højeste hitlisteplacering | Højeste hitlisteplacering | Højeste hitlisteplacering | Album                                                |
| Højeste hitlisteplacering | Single                                                | US                        | US AC                     | US Country                | CA                        | CA AC                     | CA Country                | UK                        | AU                        | Album                                                |
| ------------------------- | ----------------------------------------------------- | ------------------------- | ------------------------- | ------------------------- | ------------------------- | ------------------------- | ------------------------- | ------------------------- | ------------------------- | ---------------------------------------------------- |
| 1969                      | "Turn Around and Love You"                            | 96                        | —                         | —                         | —                         | —                         | —                         | —                         | —                         | single only                                          |
| 1971                      | "I Believe in You"                                    | —                         | —                         | —                         | 38                        | 16                        | —                         | —                         | —                         | Rita Coolidge                                        |
| 1972                      | "Fever"                                               | 76                        | —                         | —                         | —                         | —                         | —                         | —                         | —                         | The Lady's Not for Sale                              |
| 1973                      | "My Crew"A                                            | flip                      | 38                        | —                         | —                         | —                         | —                         | —                         | —                         | The Lady's Not for Sale                              |
| 1973                      | "Whiskey, Whiskey"                                    | 106                       | —                         | —                         | —                         | —                         | —                         | —                         | —                         | The Lady's Not for Sale                              |
| 1973                      | "A Song I'd Like to Sing" (med Kris Kristofferson)    | 49                        | 12                        | 92                        | 53                        | 3                         | 54                        | —                         | 97                        | Full Moon                                            |
| 1974                      | "Loving Arms" (med Kris Kristofferson)                | 86                        | 25                        | 98                        | 83                        | 9                         | —                         | —                         | 96                        | Full Moon                                            |
| 1974                      | "Mama Lou"                                            | —                         | —                         | 94                        | —                         | —                         | —                         | —                         | —                         | Fall Into Spring                                     |
| 1974                      | "Rain" (med Kris Kristofferson)                       | —                         | 44                        | 87                        | —                         | 40                        | —                         | —                         | —                         | Breakaway                                            |
| 1975                      | "Lover Please" (med Kris Kristofferson)               | —                         | 42                        | —                         | —                         | —                         | —                         | —                         | —                         | Breakaway                                            |
| 1977                      | "(Your Love Has Lifted Me) Higher and Higher"         | 2                         | 5                         | —                         | 1                         | 3                         | —                         | 48                        | 6B                        | Anytime...Anywhere                                   |
| 1977                      | "We're All Alone"                                     | 7                         | 1                         | 82                        | 5                         | 1                         | —                         | 6                         | 32                        | Anytime...Anywhere                                   |
| 1978                      | "The Way You Do the Things You Do"                    | 20                        | 9                         | —                         | 16                        | 6                         | —                         | —                         | 74                        | Anytime...Anywhere                                   |
| 1978                      | "Words"                                               | —                         | —                         | —                         | —                         | —                         | —                         | 25                        | —                         | Anytime...Anywhere                                   |
| 1978                      | "You"                                                 | 25                        | 3                         | —                         | 17                        | 1                         | —                         | —                         | —                         | Love Me Again                                        |
| 1978                      | "The Jealous Kind"                                    | —                         | —                         | 63                        | —                         | —                         | —                         | —                         | —                         | Love Me Again                                        |
| 1978                      | "Love Me Again"                                       | 68                        | 20                        | 83                        | 73                        | 35                        | —                         | —                         | —                         | Love Me Again                                        |
| 1978                      | "Slow Dancer"                                         | —                         | —                         | —                         | —                         | —                         | —                         | —                         | 60                        | Love Me Again                                        |
| 1979                      | "Hello, Love, Goodbye"                                | —                         | —                         | —                         | —                         | 27                        | —                         | —                         | —                         | Love Me Again                                        |
| 1979                      | "One Fine Day"                                        | 66                        | 15                        | —                         | 89                        | 4                         | —                         | —                         | 68                        | Satisfied                                            |
| 1979                      | "I'd Rather Leave While I'm in Love"                  | 38                        | 3                         | 32                        | 87                        | 1                         | 24                        | —                         | —                         | Satisfied                                            |
| 1980                      | "Somethin' 'Bout You Baby I Like" (med Glen Campbell) | 42                        | 39                        | 60                        | —                         | 36                        | 23                        | —                         | —                         | Somethin' Bout You Baby I Like (Glen Campbell album) |
| 1980                      | "Fool That I Am"                                      | 46                        | 15                        | 72                        | —                         | —                         | 52                        | —                         | —                         | Coast to Coast soundtrack                            |
| 1980                      | "We Could Stay Together" (med Booker T. Jones)        | —                         | —                         | —                         | —                         | —                         | —                         | —                         | 60                        | The Best of You (Booker T. Jones album)              |
| 1981                      | "Let's Go Dancing" (med Booker T. Jones)              | —                         | —                         | —                         | —                         | —                         | —                         | —                         | 60                        | Satisfied                                            |
| 1981                      | "The Closer You Get"                                  | 103                       | —                         | —                         | —                         | 16                        | —                         | —                         | —                         | Heartbreak Radio                                     |
| 1983                      | "Lake Freeze"                                         | —                         | —                         | —                         | —                         | —                         | —                         | —                         | —                         | Lake Freeze – The Raccoons Songtrack                 |
| 1983                      | "All Time High"                                       | 36                        | 1                         | —                         | 38                        | 1                         | —                         | 75                        | 80                        | Octopussy soundtrack                                 |
| 1983                      | "Only You"                                            | —                         | 37                        | —                         | —                         | —                         | —                         | —                         | —                         | Never Let You Go                                     |
| 1984                      | "Something Said Love"                                 | —                         | 15                        | —                         | —                         | —                         | —                         | —                         | —                         | Inside the Fire                                      |
| 1990                      | "I Stand in Wonder"                                   | —                         | —                         | —                         | 49                        | 21                        | —                         | —                         | —                         | Fire Me Back                                         |

- A B-side af "Fever"
- B På hitlisten som en dobbelt A-side i Australien med "I Don't Want to Talk About It"